# Lance Leslie
Lance M. Leslie (* 1945) ist ein australischer angewandter Mathematiker und Meteorologe.
Leslie studierte Mathematik an der University of Sydney mit dem Bachelor-Abschluss 1966 (im selben Jahr erhielt er die Universitätsmedaille) und dem Master-Abschluss 1968 und wurde 1970 an der Monash University in Mathematik promoviert (On rotating flows).  Als Post-Doktorand war er an der University of California, Berkeley. Danach war er im Bureau of Meteorology in Australien, wo er 1971 Senior Principal Research Scientist wurde. 1994 wurde er Professor in der Fakultät für Mathematik und Statistik an der University of New South Wales, wo er Gründungsdirektor des Center for Environmental Modeling and Prediction (CEMAP) wurde, das später im Climate Change Research Center (CCRC) aufging, an dem er seit 2011 Visiting Professorial Fellow ist. Seit 2002 ist er Robert E. Lowry Professor für Meteorologie an der University of Oklahoma, an der er ab 2008 George Lynn Cross Research Professor ist.
Außerdem ist er seit 2007 Adjunct Professor an der Curtin University und seit 2012 mit dem Cooperative Institute for Mesoscale Meteorological Studies (CIMMS) der University of Wisconsin assoziiert.
1976, 1979 und 1981 war er Gastwissenschaftler am Imperial College London und 1987 an der University of Wisconsin-Madison (Space Science and Engineering Center, SSEC).
Er befasst sich mit numerischer Hydrodynamik speziell für Klimamodellierung   (gekoppelte Modelle von Land, Ozean und Atmosphäre) und Wettervorhersage (lokale Wettervorhersage in Australien, Sandstürme, Vorhersage von Winderosion, Tornados), mit Anwendungen auf schwere Unwetter und tropisches Wetter. In jüngster Zeit befasst er sich auch mit Modellierung von Erdrutschen ausgelöst durch starke Regenfälle sowie anderen Modellierungen unter Einbeziehung von Modellen aus der Rheologie wie Gletscherbewegung und Analyse des Wirkung von Ozeanwellen auf den Abbruch von Tafeleisbergen in der Antarktis.
1994 erhielt er den Max-Planck-Forschungspreis.
1979 erhielt er einen B.A. der University of Melbourne.

## Schriften (Auswahl)
- mit K. Puri, N. E. Davidson, L. W. Logan: The BMRC tropical limited area model,  Aust. Met. Mag., Band 40, 1992, S. 81–104.
- mit G. S. Dietachmayer: Regional Numerical Weather Prediction in Australia: An Historical Perspective, Aust. Met Mag., Band 41, 1992, S. 61–78.
- mit Y. Shao: Wind erosion prediction over the Australian continent, Journal of Geophysical Research, Band 102, 1997, S. 30091–30106
- Y. Shao u. a.: Northeast Asian dust storms: Real-time numerical prediction and validation, Journal of Geophysical Research: Atmospheres, Band 108, 2003, S. 2003
- mit S. M. Verbout, H. E. Brooks, D. M. Schultz: Evolution of the US tornado database: 1954–2003, Weather and Forecasting, Band 21, 2006, S. 86–93
- mit A. F. Bennett, B. S. Chua: Generalized inversion of a global numerical weather prediction model, Meteorology and Atmospheric Physics, Band 60, 1996, S. 165
- mit Klaus Fraedrich: A new general circulation model: Formulation and preliminary results, Climate Dynamics, Band 13, 1997, S. 35–43
- mit R. F. Abbey, G. J. Holland: Tropical cyclone predictability, Meteorology and Atmospheric Physics, Band 64, 1997, S. 223–232